# Sodaörtssläktet
Sodaörtssläktet  (Salsola) är ett släkte i amarantfamiljen.
Släktet innefattar bland annat den svenska arten sodaört (Salsola kali) och ett flertal buskliknande växter som går under benämningen rysk tistel. Kallas ibland även marklöpare eller stäpplöpare.
Salsola, framförallt S. tragus är i USA även känd som tumbleweed. På hösten brukar buskarna lossna vid rötterna och blåsa iväg med vinden. Detta fenomen brukar användas i filmer och TV-program i till exempel westernfilmer eller när något ska verka öde eller tråkigt.

## Ekonomiskt värde
Många av arterna i släktet sodaörter har ätbara blad och knoppar och odlas på vissa håll för detta ändamål, vanligen för insaltning. I Östasien används vissa arter ibland som sushikrydda, såsom S. soda och S. komarovii. Den senare odlas mycket i Japan under namnet Okahijiki.

## Bildgalleri

Levande Salsola tragus
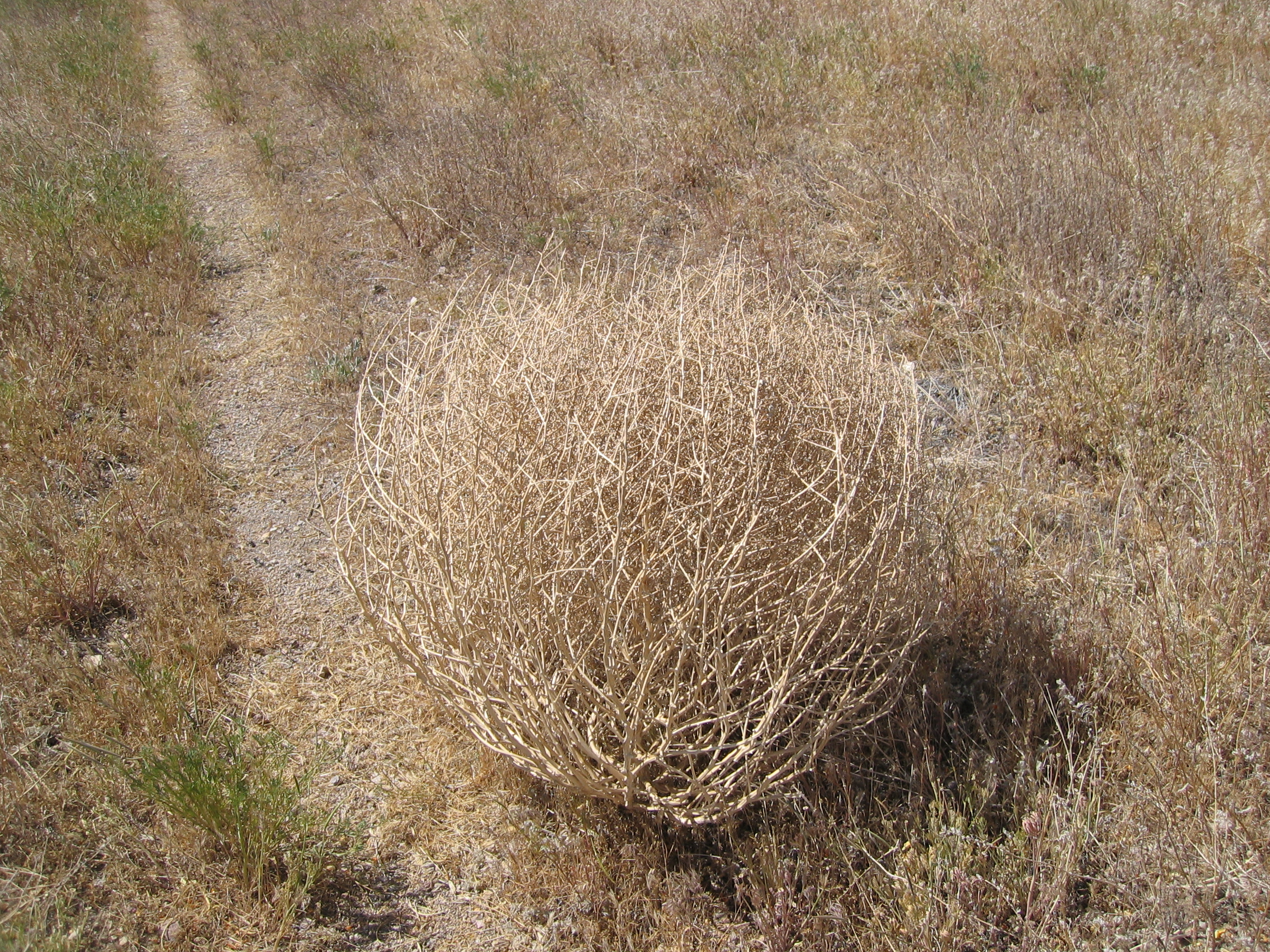
Förtorkad Salsola tragus
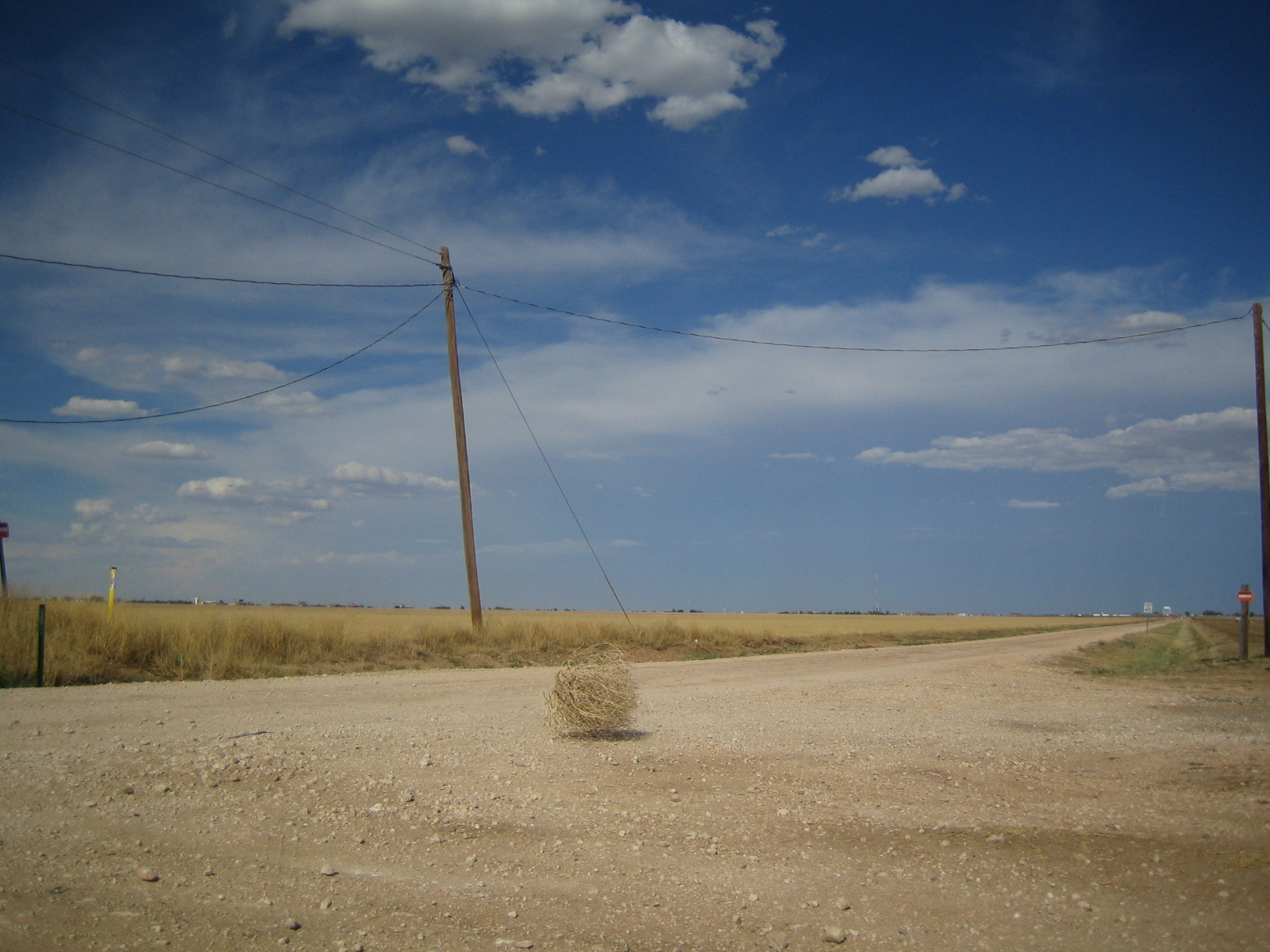
Salsola tragus rullandes på en väg i USA

## Dottertaxa till Sodaörter, i alfabetisk ordning[1]

### A - K
| - Salsola abarghuensis - Salsola abrotanoides - Salsola acocksii - Salsola acutifolia - Salsola adisca - Salsola adversariifolia - Salsola aegaea - Salsola aellenii - Salsola aethiopica - Salsola affinis - Salsola africana - Salsola albida - Salsola albisepala - Salsola algeriensis - Salsola anatolica - Salsola angolensis - Salsola aperta - Salsola aphylla - Salsola apiciflora - Salsola apterygea | - Salsola arabica - Salsola araneosa - Salsola arborea - Salsola arbuscula - Salsola arbusculiformis - Salsola armata - Salsola aroabica - Salsola atrata - Salsola aucheri - Salsola australis - Salsola barbata - Salsola baryosma - Salsola bottae - Salsola brachiata - Salsola buhseana - Salsola caffra - Salsola calluna - Salsola camphorosma - Salsola campyloptera - Salsola candida | - Salsola canescens - Salsola capensis - Salsola cauliflora - Salsola ceresica - Salsola chellalensis - Salsola chiwensis - Salsola chorassanica - Salsola collina - Salsola columnaris - Salsola congesta - Salsola contrariifolia - Salsola coquimbana - Salsola crassa - Salsola cryptoptera - Salsola cyclophylla - Salsola cycloptera - Salsola cyrenaica - Salsola dealata - Salsola decussata - Salsola delileana | - Salsola dendroides - Salsola denudata - Salsola deschaseauxiana - Salsola dinteri - Salsola divaricata - Salsola dolichostigma - Salsola drobovii - Salsola drummondii - Salsola dshungarica - Salsola engleri - Salsola ericoides - Salsola eriosepala - Salsola esterhuyseniae - Salsola etoshensis - Salsola exalata - Salsola exasperata - Salsola flexuosa - Salsola foliosa - Salsola forcipitata - Salsola forskaolii | - Salsola fuliginosa - Salsola gaetula - Salsola garubica - Salsola geminiflora - Salsola gemmata - Salsola gemmifera - Salsola gemmipara - Salsola genistoides - Salsola georgica - Salsola giessii - Salsola glabra - Salsola glabrescens - Salsola gobicola - Salsola gossypina - Salsola grandis - Salsola gymnomaschala - Salsola gypsacea - Salsola halimocnemis - Salsola henriciae - Salsola hoanibica | - Salsola hottentottica - Salsola huabica - Salsola humifusa - Salsola iljinii - Salsola imbricata - Salsola inaperta - Salsola incanescens - Salsola inermis - Salsola ircutiana - Salsola jacquemontii - Salsola jordanicola - Salsola kalaharica - Salsola kali - Salsola kerneri - Salsola kleinfonteinii - Salsola koichabica - Salsola komarovii - Salsola korshinskyi |

### L - Z
| - Salsola lanata - Salsola laricifolia - Salsola laricina - Salsola leptoclada - Salsola libyca - Salsola lipschitzii - Salsola longifolia - Salsola luederitzensis - Salsola maimanica - Salsola mairei - Salsola makranica - Salsola marginata - Salsola melanantha - Salsola merxmuelleri - Salsola micranthera - Salsola microtricha - Salsola minutiflora - Salsola minutifolia - Salsola mirabilis - Salsola monoptera | - Salsola montana - Salsola namaqualandica - Salsola namibica - Salsola nigrescens - Salsola nitraria - Salsola nodulosa - Salsola nollothensis - Salsola okaukuejensis - Salsola omaruruensis - Salsola oppositifolia - Salsola orientalis - Salsola pachoi - Salsola papillosa - Salsola parviflora - Salsola passerina - Salsola patentipilosa - Salsola paulsenii - Salsola pearsonii - Salsola pellucida - Salsola pentandra | - Salsola persica - Salsola phillipsii - Salsola pillansii - Salsola praecox - Salsola praemontana - Salsola procera - Salsola pseudonitraria - Salsola ptiloptera - Salsola pycnophylla - Salsola rabieana - Salsola recurva - Salsola richteri - Salsola robinsonii - Salsola rosacea - Salsola rosmarinus - Salsola rubescens - Salsola ruschii - Salsola salsa - Salsola schreiberae - Salsola schweinfurthii | - Salsola sclerantha - Salsola scopiformis - Salsola semhahensis - Salsola seminuda - Salsola sericata - Salsola sericea - Salsola seydelii - Salsola smithii - Salsola soda - Salsola somalensis - Salsola spenceri - Salsola spicata - Salsola spinescens - Salsola squarrosula - Salsola stellulata - Salsola stenoptera - Salsola subglabra - Salsola subsericea - Salsola swakopmundi - Salsola tamamschjanae | - Salsola tetragona - Salsola tetramera - Salsola tianschanica - Salsola titovii - Salsola transhyrcanica - Salsola tuberculata - Salsola tuberculatiformis - Salsola turcomanica - Salsola turkestanica - Salsola ugabica - Salsola unjabica - Salsola warmbadica - Salsola webbii - Salsola verdoorniae - Salsola vermiculata - Salsola vermiformis - Salsola verticillata - Salsola vvedenskyi - Salsola yazdiana - Salsola zehzadi - Salsola zygophylla |